# Bobby Weaver
Robert Brooks „Bobby“ Weaver (* 29. prosince 1958 Rochester, USA) je bývalý americký zápasník.
V roce 1984 vybojoval na olympijských hrách v Los Angeles zlatou medaili ve volném stylu v kategorii do 48 kg. V roce 1979 vybojoval 2. místo na mistrovství světa.